# Нільс Юган Андерссон
Нільс Юган Андерссон (швед. Nils Johan Andersson; 20 лютого 1821 — 27 березня 1880) — шведський ботанік.

## Життєпис
Нільс Юган Андерссон народився 20 лютого 1821 року.
У 1840 році став студентом в Уппсалі, а у 1846 — ад'юнкт-професором ботаніки. У 1855 почав викладати ботаніку в Лундському університеті.
У 1859 році Нільс Андерссон став членом Шведської королівської академії наук.
У 1857—1879 роках був директором Бергіанського ботанічного саду.
Андерссон зробив значний внесок у ботаніку, описав багато видів рослин. Він вивчав рослини роду Верба, рослин родин Осокові, Злаки та опублікував багато статей з систематики та морфології цих таксонів.
Помер у Стокгольмі 27 березня 1880 року.

## Окремі публікації
- Enumeratio Plantarum in Insulis Galapagensibus huiusque Observatorum. — Nils Johan Andersson (1861).
- En verldsomsegling. Stockholm 1853—1854, 3 vols, Leipzig 1854.
- Salices Lapponiæ. Uppsala 1845.
- Conspectus vegetationis Lapponiae. ca. 1846.
- Atlas öfver Skandinaviska florans naturliqa familjer. 1849.
- Cyperaceae Scandinaviae. Stockholm 1849.
- Gramineae Scandinavae. Stockholm 1852.
- Om Galapagos-Öernas Vegetation. Stockholm 1854.
- Inledning till Botaniken. Stockholm 1851—1853, 3 vols.
- Väggtaflor för åskådnings-undervisningen i Botanik. 1861—1862.
- Monographia Salicum 1865—1867.